# جيمس دبليو. ريبلي
جيمس دبليو. ريبلي هو محامي وسياسي أمريكي، ولد في 12 مارس 1786 في هانوفر في الولايات المتحدة، وتوفي في 17 يونيو 1835 في فرايبورغ في الولايات المتحدة. نشط حزبياً في الحزب الديمقراطي. وقد انتخب عضو مجلس نواب ماساتشوستس ‏ وانتخب عضو مجلس النواب الأمريكي ‏.